# Godlevskite
La godlevskite è un minerale.